# Inmigración italiana en Haití
La inmigración italiana en Haití está compuesta por italo-haitianos (italiano: italo-haitiani; criollo haitiano: italyen ayisyen ; francés: haïtiens italiens) -que son ciudadanos nacidos en Haití con total o parcial ascendencia italiana y cuyos antepasados fueron italianos que emigraron a Haití durante la diáspora italiana- y por italianos, personas nacidas en Italia pero residentes en Haiti.

## Historia
Durante la época colonial, solo unos pocos italianos fueron a Haití: la mayoría de ellos eran misioneros católicos, con algunos comerciantes y soldados. A principios del siglo XIX empezaron a llegar desde Italia algunas docenas de italianos, casi todos hombres que en algunos casos se casaron con muchachas haitianas y tuvieron hijos mulatos.
El sector empresarial de Haití estuvo controlado por inmigrantes alemanes e italianos a mediados del siglo XIX. En 1908 había 160 italianos residiendo en Haití, según el cónsul italiano De Matteis, de los cuales 128 vivían en la capital Puerto Príncipe. 
En el comercio y en los restaurantes y pizzerias estaban concentradas las actividades principales de la pequeña comunidad italiana durante el siglo XX.
Durante el terremoto de 2010 en Port-au-Prince, la primera italiana muerta registrada fue Gigliola Martino, de 70 años, nacida en Haití de padres italianos que emigraron al país a principios del siglo XX.
En 2011, según el censo italiano, había 134 italianos residentes en Haití, casi todos viviendo en la capital. Sin embargo, había cerca de 5.000 haitianos con raíces italianas recientes y lejanas (según la embajada italiana).
La mayoría de los haitianos de origen italiano (como casi todos los blancos de Haití) viven en el área metropolitana de Puerto Príncipe, en particular en el rico suburbio de Pétion-Ville.

## Personas destacadas

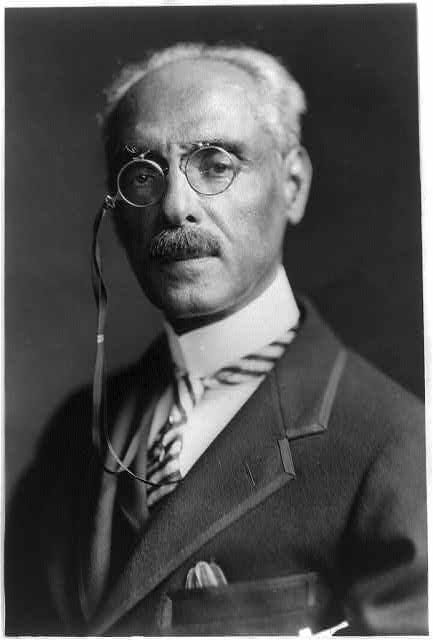
Louis Borno, Presidente de Haití (desde 1922 hasta 1930)

- Daphnée Duplaix, una actriz y modelo estadounidense nacida en la ciudad de Nueva York, es de ascendencia haitiana e italiana.[2]

- Stella (Novarino) Jean es una diseñadora de moda en Italia cuya madre es haitiana y su padre es italiano[3]

- Louis Borno (20 de septiembre de 1865 en Port-au-Prince – 29 de julio de 1942 en Pétionville), abogado y político haitiano con lejanas orígenes italianas (su bisabuelo vino de la localidad Borno en Lombardia). Fue presidente de la República de Haití desde 1922 hasta 1930, durante la ocupación militar estadounidense (1915-1934).
- Sténio Vincent Brea (Puerto Príncipe, 22 de febrero de 1874 – Puerto Príncipe, 3 de septiembre de 1959), abogado y político haitiano que fue presidente de Haití desde 1930 hasta 1941. Su madre fue Jeanne Brea, descendiente de italianos.